# Francisco Argote
Francisco Agustín Argote fue un comerciante y político peruano nacido en el Virreinato de Nueva Granada por lo que la historiografía le atribuye la nacionalidad colombiana por nacimiento.
Fue miembro del Congreso Constituyente de 1822 por el departamento de Ayacucho. Dicho congreso constituyente fue el que elaboró la primera constitución política del país. En su mandato, durante las discrepancias que existieron entre el primer presidente del Perú José de la Riva Agüero y el Congreso, Basadre da cuenta que existieron conjuras para asesinar a Argote junto con los constituyentes Manuel Antonio Colmenares, Manuel Ferreyros y Francisco Javier Mariátegui. Asimismo, también deja constancia que Argote fue uno de los diputados civiles que, durante las deliberaciones para la redacción de la nueva constitución, se pronunció a favor de la tolerancia de cultos.